# Joseph Lawrence
Joseph 'Joey' Lawrence, geboren als Joseph Lawrence Mignogna Jr (Philadelphia, 20 april 1976), is een Amerikaans acteur en voormalig kindster. Hij maakte op zesjarige leeftijd zijn debuut op televisie als Sparky in de televisiefilm Scamps. Vervolgens verscheen hij tot 1989 elk jaar in minstens één film en/of televisieserie. Lawrence won in 1993 een Young Artist Award voor zijn rol als Joey Russo in de komedieserie Blossom.

## Familie
Lawrence is de oudste uit een gezin met drie kinderen. Zijn broers Matthew Lawrence en Andrew Lawrence acteren ook. Zij speelden (onder meer) ook zijn fictieve broers in de televisieserie Brotherly Love. Voor Matthew was dat de tweede keer, nadat hij dat jaren eerder al deed in de serie Gimme a Break!. Ook speelden Lawrences broers allebei een paar keer een jongere versie van zijn eigen personage in Blossom.
Lawrence verscheen ook samen met Matthew in de film Pulse (1988) en televisiefilms Brothers of the Frontier (1996) en Horse Sense (1999). Lawrence was met zijn jongste broer verder samen te zien in televisiefilms Prince for a Day (1995), Brothers of the Frontier en Horse Sense. Zijn broers verschenen daarnaast allebei eenmalig in de serie Melissa & Joey, waarin Lawrence een van de titelpersonages speelt (Matthew wederom als broer, Tony Longo, en Andrew als Evan McKay).
Lawrence trouwde in 2005 met Chandie Yawn-Nelson, zijn tweede vrouw. Zijn eerdere huwelijk met Michelle Vella duurde van 2002 tot en met 2005.

## Filmografie
*Exclusief 10+ televisiefilms
- Hit List (2011)
- Sinatra Club (2010)
- My Fake Fiance (2009, televisiefilm)
- Together Again for the First Time (2008)
- Killer Pad (2008)
- Rest Stop (2006)
- Pandora's Box (2002)
- A Christmas Adventure ...From a Book Called Wisely's Tales (2001, stem)
- Jumping Ship (2001, televisiefilm)
- Do You Wanna Know a Secret?
- Desperate But Not Serious (2000)
- Urban Legends: Final Cut (2000)
- Tequila Body Shots (1999)
- A Goofy Movie (1995, stem)
- Radioland Murders (1994)
- Chains of Gold (1991)
- Oliver & Company (1988, stem)
- Pulse (1988)
- Summer Rental (1985)
- Scamps (1982, televisiefilm)

## Televisieseries
*Selectie
- Zootopia+ - Overige stemmen (2022, vier afleveringen)
- Melissa & Joey - Joe Longo (2010-2015, 104 afleveringen)
- The Emperor's New School - stem Dirk Brock (2007-2008, twee afleveringen)
- CSI: NY - Clay Dobson (2007, drie afleveringen)
- Half & Half - Brett Mahoney (2005-2006, negen afleveringen)
- Run of the House - Kurt Franklin (2003-2004, 19 afleveringen)
- American Dreams - Michael Brooks, 2002-2003, 11 afleveringen)
- Brotherly Love - Joe Roman (1995-1997, 40 afleveringen)
- Blossom - Joey Russo (1990-1995, 114 afleveringen)
- Gimme a Break! - Joey Donovan (1983-1987, 77 afleveringen)

- Bibliothèque nationale de France: cb155835501 (data)
- Gemeinsame Normdatei: 134835425
- International Standard Name Identifier: 0000 0000 8138 9425
- Library of Congress Control Number: n94039065
- MusicBrainz: 6c29aa61-e85b-48dd-9306-e74b295a5967
- SNAC: w6nk3t5w
- Virtual International Authority File: 59404590